# Pokémon Pinball: Rubino e Zaffiro
Pokémon Pinball: Rubino e Zaffiro è un videogioco, pubblicato da Nintendo nell'agosto 2003 per Game Boy Advance, che simula il tavolo da flipper, basato su Pokémon Rubino e Zaffiro, seguito di Pokémon Pinball, con Pokémon di terza generazione.
Nel gioco sono state aggiunte molte innovazioni rispetto al titolo precedente. Ad esempio è presente il Pokémon Market, dove è possibile comprare potenziamenti, in cambio di gettoni, che si recuperano durante il gioco. Un'altra novità introdotta è la possibilità di allevare uova, per ottenere nuovi Pokémon.
Durante il corso di una partita è possibile sbloccare minigiochi per ottenere Pokémon rari (Kyogre, Groudon, Kecleon, Duskull e Rayquaza).
Le musiche dei vari livelli sono prese da Rubino e Zaffiro.

## Modalità di gioco

Voce Pokédex di Beautifly

Nel gioco sono presenti due tavoli, il Tavolo Rubino ed il Tavolo Zaffiro. Le località ed i Pokémon che è possibile incontrare differiscono in base al terreno di gioco. Entrambi i tavoli presentano le località Foresta, Pianura, Oceano e Caverna, due località specifiche. Sia dal Tavolo Rubino che da quello Zaffiro è possibile accedere alle rovine e catturare Beldum ed i Pokémon leggendari Regirock, Regice e Registeel.

### Tavolo Rubino
Presenta le località Vulcano e Zona Safari e permette la cattura di Aerodactyl, Chikorita, Cyndaquil, Totodile, Latios e Groudon.

### Tavolo Zaffiro
Presenta le località Lago e Deserto e permette la cattura di Latias e Kyogre.

### Località
Nelle 8 località è possibile catturare la maggior parte dei Pokémon. Alcuni dei Pokémon disponibili nel videogioco devono essere ottenuti mediante allevamento. La cattura di uno di questi Pokémon differisce in base al tavolo scelto.
Nei livelli bonus è possibile incontrare Kecleon e Groudon (Rubino), Duskull e Kyogre (Zaffiro), Spheal, Rayquaza e Jirachi.

## Accoglienza

### Vendite
Si è classificato come il videogioco più venduto nella top 10 di Amazon.com per la settimana terminata l'8 ottobre 2003.  Nella settimana terminata il 4 settembre in Giappone, Pokémon Pinball: Rubino e Zaffiro ha venduto 19 400 copie, classificandosi al sesto posto, con vendite pari a 170 247 copie totali.  La settimana successiva si è classificato decimo. Ha venduto più di un milione di copie in tutto il mondo.